# Валид, Холуд
Холуд Валид — сирийская журналистка, соучредительница и редактор подпольной газеты Enab Baladi. Лауреат премии Анны Политковской за репортажи о гражданской войне в Сирии.

## Ранний период жизни
Валид выросла в Дарайе и изучала английскую литературу в Дамасском университете, прежде чем стать учительницей в своей родной Сирии. Из-за резни в Дарайе она покинула город и бежала с семьёй в сельскую местность.

## Работа журналисткой и активизм
Не имея никакой журналистской подготовки, Валид объединилась с друзьями, чтобы рассказать о гражданской войне в Сирии. По мере развития своей работы они создали газету Enab Baladi с намерением дать «голос уязвимым».
Валид и газета утверждают, что они подвергались угрозам со стороны нескольких сторон, вовлечённых в войну, что принудило её скрываться. Её брат был арестован правительственными войсками в 2012 году, его судьба неизвестна. На некоторое время Валид была сослана в Турцию.
Несмотря на это, она организовывала демонстрации, требуя демократии и свободы слова, а также подчёркивая нарушения прав человека. В 2015 году она была награждена премией Анны Политковской за верность журналистской деятельности.